# Festival América do Sul
O Festival América do Sul (FAS) é um evento anual que ocorre desde 2004 na cidade de Corumbá, em Mato Grosso do Sul. Além de Corumbá, ocorre também em Ladário e na Bolívia.
Mais de 700 mil pessoas participaram das edições anteriores, entre artistas, intelectuais, autoridades governamentais, estudantes, comunidades brasileiras e dos países sul-americanos, além de turistas vindos de diversos locais do país e do mundo. Reúne mais de 240 atrações artísticas, debates e seminários. Grandes shows musicais, dança, teatro, circo, exposições de artes plásticas, mostras de artesanato e cinema, apresentações de artistas de rua, debates e palestras fazem deste o maior festival de todos os tempos.[carece de fontes?]
Recebe cerca de 100 mil espectadores por ano. vindos, além do Brasil, também da Argentina, Bolívia, Chile, Colômbia, Equador, Paraguai, Peru, Uruguai e Venezuela, promovendo a integração dos povos e realizando o maior encontro de cultura do ano.[carece de fontes?]

## Edições do festival
- Festival América do Sul Pantanal 2022